# Carmel Busuttil
Carmel Busuttil (* 29. Februar 1964 in Rabat), genannt Il Bużu, gilt als bisher bedeutendster Fußballspieler Maltas. Er war Mittelfeldspieler und bestritt 113 Spiele für die Nationalmannschaft. Nach seinem Karriereende als Fußballspieler wurde er Fußballtrainer.

## Karriere
Der Stürmer begann seine Karriere bei Rabat Ajax FC, wo er zweimal die Maltesische Meisterschaft und einmal den Pokal gewann. Nach einem Jahr in Italien bei AS Verbania spielte er sechs Jahre in Belgien bei KRC Genk (322), vier davon als Kapitän, und war in drei Saisons bester Torschütze des Vereins. In insgesamt 183 Partien für die Genker erzielte er 57 Tore. Er war der erste Malteser, der es in eine europäische Topliga geschafft hatte. Im Jahre 1990 schaffte er sogar den Aufstieg in die erste Liga. Sie konnten die Playoffspiele für sich entscheiden.
1994 kehrte er nach Malta zurück und spielte von da an für die Sliema Wanderers. 2002 beendete er seine Karriere.
2003 wurde er zum „Golden Player“ Maltas, zum bedeutendsten maltesischen Spieler der letzten 50 Jahre gewählt. Mit 23 Toren, die er in 19 Jahren  und 111 Spielen in der Nationalmannschaft erzielte, hält er den maltesischen Rekord. Er wurde zudem zweimal (1983, 1986) zu Maltas Fußballer des Jahres gewählt und war der erste Malteser, der die Marke von 100 Länderspielen erreichte.

## Karriere als Trainer
Nachdem er seine Fußballschuhe an den Nagel gehängt hatte, wurde er Fußballtrainer an maltesischen Privatschulen. Zusätzlich trainierte er auch kurzzeitig die Mannschaften St. Lucia FC und Pietà Hotspurs. Dann eröffnete er seine eigene Fußballschule, die „Bużu Football School“, und war zwischenzeitlich Assistent von Nationaltrainer Horst Heese. Er war auch zuständig für die U23-Auswahl.

### Titel und Erfolge
- maltesischer Meister 1985, 1986 (mit Rabat Ajax), 1996 (mit Sliema)
- maltesischer Pokalsieger 1986 (Rabat), 2000 (Sliema)
- maltesischer Supercupsieger 1985, 1986 (Rabat)
- belgischer Zweitligameister 1990 (Genk)
- Fußballer des Jahres in Malta: 1983, 1986
- UEFA Jubilee 52 Golden Players